# كوري سمول
كوري سمول (بالإنجليزية: Corey Small)‏ هو لاعب اللاكروس أمريكي، ولد في 23 مارس 1987 في سانت كاثرينز في كندا.